# Дауда Малам Ванке
Дауда Малам Ванке (фр. Daouda Malam Wanké) (6 травня 1946 — 15 вересня 2004) — військовий і політичний діяч Нігеру. Президент Нігеру (1999). Зайнявши президентський пост, залишив, проте, при владі попередній цивільний уряд Ібрагіма Хассана Маяки. При ньому була прийнята нова конституція Нігеру і проведені президентські вибори, на яких сам Ванке не висувався і передав владу їх переможцю Танджа Мамаду.

## Життєпис
Народився в Єллоу, містечку біля столиці Нігера, Ніамея. Розпочав військову службу у збройних силах Нігеру, піднявшись до звання майора. 9 квітня 1999 року Ванке очолив військовий переворот, в ході якого був вбитий президент Ібрагім Баре Майанассара, який сам прийшов до влади під час військового перевороту. Протягом двох днів у Нігері було багато політичної невизначеності, оскільки прем'єр-міністр Ібрагім Хассане Маякі та кілька інших політиків також мали претензії на президентство. 11 квітня 1999 року Ванке став президентом, очолив перехідний уряд, який обіцяв провести вибори не пізніше того ж 1999 року.
Уряд Ванке виконав свою обіцянку і передав владу новообраному президенту Танджі Мамаду у грудні 1999 року. Ванке страждав від різних проблем зі здоров'ям, включаючи серцево-судинні проблеми та високий кров'яний тиск. Останні місяці життя він їздив до Лівії, Марокко та Швейцарії для лікування. Помер у Ніамеї. Його пережили дружина та троє дітей.